# Alpenländischer Kreditorenverband
Der Alpenländische Kreditorenverband (AKV) bzw. AKV EUROPA ist ein österreichischer, seit 1924 bestehender Verband im Dienste seiner Mitglieder bzw. Mandanten und ist eine unabhängige Organisation. Seit 1926 ist der AKV als staatlich bevorrechteter Gläubigerschutz-Verband tätig. Ziel des auf Mitgliedschaft aufgebauten, überparteilichen, nicht auf Gewinn ausgerichteten Verbandes ist der Schutz seiner Mitglieder vor Forderungsverlusten im In- und Ausland sowie die Stärkung der betriebswirtschaftlichen Leistungsfähigkeit. Neben Wien gibt es Geschäftsstellen des AKV in ganz Österreich. Diese befinden sich in Linz, Salzburg, Innsbruck, Hohenems, Graz, und Klagenfurt.

## Geschichte
Im Jahr 1924 wurde der Kärntner Kreditorenverein gegründet. 1926 folgte die Erteilung des „Vorrechts als Gläubigerschutzverband“ im Sinne des österreichischen Insolvenzrechts. Der Sitz wurde im Jahr 1951 von Klagenfurt nach Graz verlegt. 1960 erfolgte die Umbenennung des Vereins in Alpenländischer Kreditorenverband für Kreditschutz und Betriebswirtschaft. 1963 wurde die wirtschaftliche Zentrale in Wien aufgebaut. 1974 wurde dem Verband die Berechtigung zur Führung des Bundeswappens verliehen. Die Umbenennung des Verbandes in „AKV EUROPA“ – Alpenländischer Kreditorenverband erfolgte im Jahr 2011.

## Dienstleistungen
Zu den Dienstleistungen zählen Insolvenzvertretung, Mahnwesen & Inkasso (Geldeintreibung), Monitoring (Beobachtung der Bonität („Signaldienst“)), Wirtschaftsauskünfte (Bonitätsauskünfte über Zahlungsverhalten und finanzielle Situation eines Unternehmens) sowie die Wirtschaftsberatung.

## Veröffentlichungen
- AKV-Informationen und die „vertrauliche Liste“

In den wöchentlich erscheinenden AKV-Informationen werden alle in Österreich anfallenden neuen Insolvenzverfahren veröffentlicht: Ausgleiche, Konkurse und Schuldenregulierungsverfahren (Privatkonkurse) sowie offenkundige Zahlungsunfähigkeiten mit genauen Daten und Tagsatzungsterminen; darüber hinaus der aktuelle Stand der anhängigen Insolvenzverfahren. Außerdem gibt es in den AKV-Informationen Termine und Details zu gerichtlichen Versteigerungen. In der in den AKV-Informationen enthaltenen exklusiven „Vertraulichen Liste“ scheinen Schuldner auf, die nach Wissensstand des AKV trotz intensiver Interventionen ihren Zahlungsverpflichtungen nicht nachkommen.